# Jacqueline Woodson

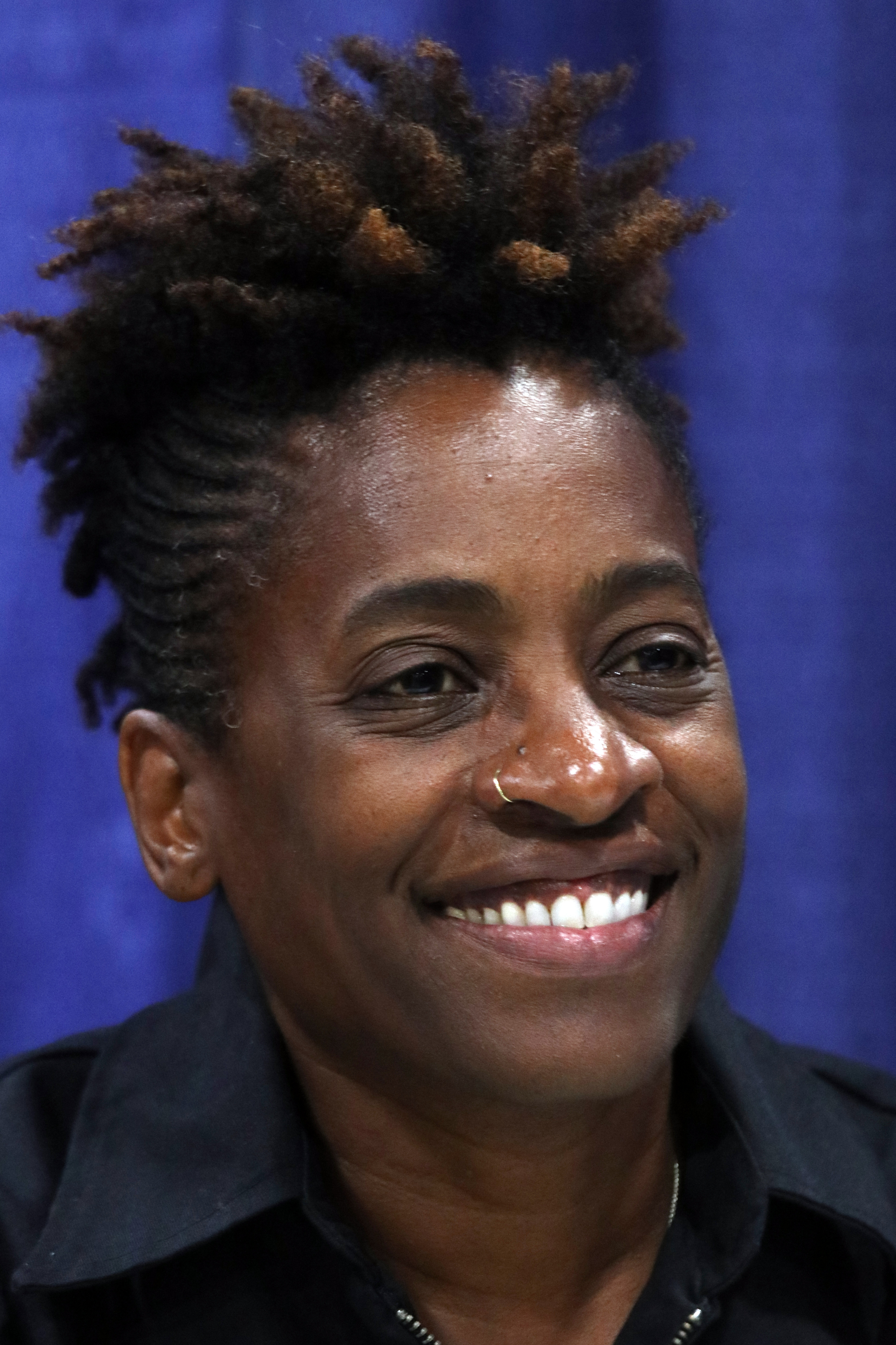
Jacqueline Woodson (2018)

Jacqueline Amanda Woodson (* 12. Februar 1963 in Columbus, Ohio) ist eine US-amerikanische Schriftstellerin. Ihr Roman Miracle’s Boys gewann im Jahr 2001 den Coretta Scott King Award. Mehrere ihrer Werke, wie zum Beispiel Brown Girl Dreaming, After Tupac & D Foster, Feathers und Show Way wurden mit dem US-amerikanischen Literaturpreis Newbery Honor ausgezeichnet. Für ihr Lebenswerk als Kinderbuchautorin gewann Woodson im Jahr 2005 außerdem den Margaret A. Edwards Award. Im Jahr 2014 war sie für den alle zwei Jahre vergebenen internationalen Hans-Christian-Andersen-Preis nominiert und laut dem International Board on Books for Young People eine der sechs Kandidaten der Shortlist; im Jahr 2020 wurde sie mit dem Preis ausgezeichnet. 2018 erhielt sie den Astrid-Lindgren-Gedächtnis-Preis, den mit rund 520.000 Euro höchstdotierten Kinderbuchpreis der Welt.
Für ihr Buch Brown Girl Dreaming erhielt Woodson 2014 den National Book Award (NBA) in der Kategorie „Jugendliteratur“.

## Karriere
Woodson studierte an der Adelphi University und schloss das Studium mit einem B.A. in Englisch ab; danach arbeitete sie für die Literaturagentur Kirchoff/Wohlberg. Sie half beim Verfassen der standardisierten Lesetests für Kalifornien und benutzte dabei Auszüge ihres Manuskripts Last summer with Maizon. Dadurch wurde die Literaturagentin Liza Pulitzer-Voges auf sie aufmerksam und vermittelte Woodson den ersten Kontakt zu Verlegern, an die sie (zunächst erfolglos) ihr Manuskript sandte. In der Folge schrieb sich Woodson in Bunny Gables Schreibunterricht für Kinderbücher an der New School in New York ein. Dort wohnte ein Herausgeber des Verlages Delacorte einer Lesung ihres Manuskripts Last Summer with Maizon bei. Delacorte kaufte das Manuskript, und unter dem Herausgeber Wendy Lamb wurden Woodsons erste sechs Bücher veröffentlicht.

### Inspiration
Nach eigenen Angaben waren u. a. die Autoren James Baldwin und Virginia Hamilton für sie bedeutend. Als andere Einflüsse nannte sie außerdem Toni Morrisons Werke The Bluest Eye und Sula, die Arbeit der Autorin Rosa Guy, die Journalistin und Aktivistin Louise Meriwether und ihren Highschool-Englischlehrer Mr. Miller.

### Stil
Um eine starke, emotionale Geschichte zu erfinden, zieht Woodson soziale, ökonomische, physische, sexuelle und ethnische Grenzen, die es dann sowohl psychologisch als auch körperlich von den Charakteren zu überwinden gilt. Bekannt ist die Autorin neben den detaillierten Landschaftsbildern auch für den ständigen Optimismus in ihren Büchern. Woodson schreibt bewusst für ein jüngeres Publikum.

### Lehre
Während ihrer Laufbahn als Schriftstellerin beeinflusste Jacqueline Woodson selbst auch mehrere Autoren, unter anderem die koreanische Kinderbuchautorin An Na. Außerdem unterrichtet sie Teenager im Sommercamp der National Book Foundation und ist Mitherausgeberin der dort entstehenden jährlichen Sammlung aller gemeinsamen Werke.

### Auszeichnungen
Seit Juni 2015 ist Woodson von der Poetry Foundation ernannte Preisträgerin im Bereich Jugendpoesie. Für ihren bedeutenden und andauernden Beitrag zur Jugendliteratur gewann Woodson 2006 den jährlichen Margaret A. Edwards Award. Laut dem Ausschuss der Bibliotheken seien Woodsons Bücher »kraftvoll, bahnbrechend und sehr persönliche Erforschungen der vielen Wege, auf denen Identität und Freundschaft die Grenzen der Stereotype überschreiten können«.
Die Jury des Astrid-Lindgren-Gedächtnis-Preises begründete im März 2018 die Verleihung des höchstdotierten Kinderbuchpreises der Welt an Woodson mit den Worten, sie schreibe über widerständige, junge Menschen, die um einen Platz im Leben kämpften, der ihnen Halt geben könne. Dabei sei Woodsons Sprache „leicht und luftig“, ihre Geschichten von bemerkenswerter Vielfältigkeit und Tiefe. Da sie häufig über Pubertierende schreibe, sei sie insbesondere eine Meisterin im Beschreiben der Psyche und der Charakterisierung von Heranwachsenden.
1996 wurde sie für From the Notebooks of Melanin Sun in der Kategorie Childrens/Young adult und für Autobiography of a Family Photo in der Kategorie Lesbian fiction mit dem Lambda Literary Award ausgezeichnet, 1998 erhielt sie für The House You Pass On the Way einen weiteren Lammy.
2018 erhielt sie den Children’s Literature Legacy Award. Im Jahr 2020 wurde Woodson mit dem Hans Christian Andersen Preis ausgezeichnet und erhielt eine MacArthur Fellowship. Ihr Buch Before the Ever After war Gewinner des Coretta Scott King (Author) Book Awards 2021. 2025 wurde Woodson zum Mitglied der American Academy of Arts and Sciences gewählt.

## Themen
Einige Rezensenten bezeichneten Woodsons Literatur als aspektbezogen, sie selbst ist jedoch der Meinung, dass ihre Bücher universelle Themen behandeln. Mit sympathischen Charakteren in einer realistischen Umgebung stellte Woodson Problematiken wie zwischenrassige Paare, Homosexualität und Teenageschwangerschaften dar und packte so Themen an, die zur Zeit ihrer Buchveröffentlichungen noch nicht üblicherweise besprochen wurden. Das Interesse der Autorin liegt dabei in der Erkundung verschiedener Perspektiven und nicht darin, ihre Sicht der Dinge anderen aufzudrängen. Woodson behandelt etliche Themen, die in ihren Romanen sichtbar werden. Sie entdeckt sowohl die Problematiken der Geschlechter, der Klassen und der Rassen, als auch die Themenbereiche der Familie und Geschichte. Ihr Diskurs dieser häufig behandelten Themen ist bahnbrechend. Während viele ihrer Charaktere Etikettierungen tragen, die sie für die Gesellschaft unsichtbar machen, ergründet Woodson jedoch eher die Suche nach sich selbst als die Suche nach Gleichberechtigung oder Gerechtigkeit.

### Gender
Nur die Romane The Notebooks of Melanin Sun, Miracle’s Boys und Locomotion sind aus einer männlichen Perspektive geschrieben. Woodsons sonstige Werke haben weibliche Erzähler. Ihre 2009 in der Sammlung How Beautiful the Ordinary: Twelve Stories of Identity veröffentlichte Kurzgeschichte „Trev“ ist jedoch aus der Sicht eines männlichen Transgender-Erzählers geschrieben.

### Afroamerikanische Gesellschaft und Geschichte
In ihrem 2003 erschienenen Roman Coming on Home Soon untersucht sie sowohl die Problematik der Rasse als auch die der Geschlechter vor dem Hintergrund des Zweiten Weltkrieges.
The Other Side ist ein dichterischer Blick auf das Thema Rasse aus Sicht zweier junger Mädchen unterschiedlicher Herkunft, deren Welten durch einen Zaun getrennt sind.
Bei der Verleihung des National Book Awards an Jacqueline Woodson im November 2014 ereignete sich ein persönlicher Vorfall: Der Showmaster des National Book Awards, Daniel Handler, machte einen unüberlegten Witz über Wassermelonen, die in den USA bekanntermaßen ein Motiv rassistischer Darstellungen sind. Woodsons Reaktion darauf äußerte sich in einem Artikel der New York Times. Unter dem Titel „Der Schmerz des Wassermelonenwitzes“ erklärt sie: »Daniel Handlers Kommentar stammt aus einer tiefen Ignoranz«. Sie betonte das Bedürfnis, den Menschen ein Gefühl für die brillante und brutale Geschichte dieses Landes zu geben, mit dem Ziel, dass niemand jemals wieder auf eine Bühne gehen und sich über die schmerzliche Vergangenheit eines anderen lustig machen kann.

### Wirtschaftlicher Status
Ihr Buch The Dear One behandelt die Unterschiede zwischen Arm und Reich innerhalb der schwarzen Gemeinschaft.

### Sexuelle Gleichberechtigung
Der Roman The House You Pass on the Way streift die Thematik der homosexuellen Identität durch den Hauptcharakter Staggerlee.
In The Dear One schreibt Woodson über den Konflikt zwischen der zwölfjährigen, verwöhnten Afeni und der fünfzehnjährigen, schwangeren Rebecca. Beide Mädchen hassen sich von Beginn an, leben aber unter demselben Dach und müssen daher mit ihren gegensätzlichen Ideen zurechtkommen.

## Rezeption
Woodsons erstes Buch, Last Summer with Maizon, wurde von Kritikern für das Erschaffen von positiven weiblichen Charakteren und die berührende Darstellung der engen elfjährigen Freunde gelobt. Rezensenten kommentierten außerdem die überzeugende Raumwahrnehmung und die anschaulichen Charaktere. Die weiteren zwei Bücher der Trilogie, Maizon at Blue Hill und Between Madison and Palmetto, wurden aufgrund ihres starken Schreibstils und ihrer realistischen Charaktere ebenfalls positiv besprochen. Gegenstand aller drei Bücher ist besonders die Problematik der Selbsteinschätzung und Identität, einige Rezensenten sind jedoch der Meinung, dass ein leichter Mangel an Fokussierung insofern besteht, als dass die Trilogie zu viele Themen auf zu wenigen Seiten verteilt bespricht.

## Zensur
Manche der Themen in Woodsons Werken, wie Homosexualität, Kindesmisshandlung und die raue Sprache, führten zu Problemen mit der Zensur. In einem Interview mit dem National Public Radio sagte Woodson, dass sie in ihren Büchern sehr wenig Fluchworte benutzt und dass die Probleme, die Erwachsene mit ihren Themen haben, mehr über deren Unwohlsein bezüglich solcher Thematiken aussagen.

## Zitat
Es ist wichtig, Kindern einen Spiegel vorzuhalten, in dem sie sehen, dass ihre Erfahrungen rechtmäßig sind. Viel zu häufig sind diese Spiegel nicht für sie gemacht.

## Persönliches Leben
Jacqueline Woodson lebt in einer Beziehung mit ihrer Partnerin. Sie haben eine Tochter, Toshi Georgianna, und einen Sohn, Jackson-Leroi.

## Werke

### Romane
- Autobiography of a Family Photo (1995)
  - Dt. Übersetzung: Autobiographie eines Familienfotos. Übersetzt von Tamara Willmann. Rowohlt 1998
- Another Brooklyn (2016)
  - Dt. Übersetzung: Ein anderes Brooklyn. Übersetzt von Brigitte Jakobeit. Piper 2018
- Red at the Bone (2019)
  - Dt. Übersetzung: Alles glänzt. Übersetzt von Yvonne Eglinger. Piper 2021

### Bilderbücher
- We Had a Picnic This Sunday Past (1997)
- Sweet Sweet Memory (2000)
- The Other Side (2001)
- Visiting Day (2002)
- Our Gracie Aunt (2002)
- Coming On Home Soon (2004) Charlotte Zolotow
- Honor[21]
- Show Way (2005) Booklist Editor’s Choice[21]
- Pecan Pie Baby (2010) ALA Notable[21]
- This Is the Rope (2013) New York Times Book Review Notable Children’s Books of[21]
- Each Kindness (2013) Charlotte Zolotow Award[21]

### Kinderbücher
- Last Summer with Maizon (1990)
- Maizon at Blue Hill (1992)
- Between Madison and Palmetto (1993)
- Locomotion (2003) Coretta Scott King Honor[22]
- Feathers (2007) IRA/CBC Children’s Choices[23]
- After Tupac and D Foster (2008) ALA Notable[24]
- Peace, Locomotion (2009) Pennsylvania Young Reader’s Choice Awards[25], National Book Award winner[26]

### Jugendbücher
- The Dear One (1990)
  - Dt. Übersetzung: Jemand wie du. Übersetzt von Sophie von Lenthe. Herder 1992 / Dtv junior 1998
- I Hadn't Meant to Tell You This (1994) Coretta Scott King Honor[27]
- From the Notebooks of Melanin Sun (1995) Coretta Scott King Honor[28]
- The House You Pass on the Way (1997) Bitch Magazine’s 100 YA Books for the Feminist Leader list.[29]
- If You Come Softly (1998), ALA Best Book for Young Adults[30]
  - Dt. Übersetzung: Wenn die Zeit stehen bleibt. Übersetzt von Eva Riekert. Klopp 1999 / Dtv junior 2001. Auch unter dem Titel: Eine Weile bleibt die Zeit für uns stehen. cbt 2023
- Lena (1999)
- Miracle's Boys (2000) Coretta Scott King Award[31], ALA Best Book for Young Adults[32]
- Hush (2002) ALA Best Book for Young Adults[33]
- Behind You (2004) YALSA Quick Picks for Reluctant Young Adult Readers[34], YALSA Top Ten Best Books for Young Adults for 2005[35], ALA Best Book for Young Adults[36]
  - Dt. Übersetzung: Seit du gegangen bist. Übersetzt von Barbara Neeb und Katharina Schmidt. cbt 2023
- Beneath a Meth Moon (2012) Bank Street Best Books of the Year[37]
- Brown Girl Dreaming (2014) Newbery Honor Award[38]

### Illustrationen
- Martin Luther King, Jr. and His Birthday, illus. Floyd Cooper (1990)
- Book Chase, illus. Steve Cieslawski (1994)
- We Had a Picnic This Sunday Past, illus. Diane Greenseid (1997)
- Sweet, Sweet Memory, illus. Floyd Cooper (2000)
- The Other Side, illus. E. B. Lewis (2001)
- Visiting Day, illus. James Ransome (2002)
- Our Gracie Aunt, illus. Jon J. Muth (2002)
- Coming on Home Soon, illus. E. B. Lewis (2003)
- Show Way, illus. Hudson Talbott (2006)
- Pecan Pie Baby, illus. Sophie Blackall (2010)
- Each Kindness, illus. E. B. Lewis (2012) Coretta Scott King Honor[39]
- This Is the Rope, illus. James Ransome (2013)

## Adaptionen

### Film
Das Buch Miracle’s Boys wurde unter demselben Titel 2005 als sechsteilige Mini-Serie verfilmt, wobei in zwei Episoden Spike Lee der Regisseur war.

## Hörbücher
- I Hadn’t Meant to Tell You This, Recorded Books, 1999
- Lena, Recorded Books, 1999
- Miracle’s Boys, Listening Library, 2001
- Locomotion, Recorded Books, 2003